# Manuel Orantes
Manuel Orantes (* 6. Februar 1949 in Granada) ist ein ehemaliger spanischer Tennisspieler.

## Karriere
Er gewann in seiner Karriere dreimal die Spanish Open, doch die Höhepunkte seiner Laufbahn waren der Gewinn der US Open in Forest Hills, als er am 7. September 1975 im Finale den topgesetzten Jimmy Connors glatt in drei Sätzen besiegte, und der Sieg bei den Masters in Houston im Jahr 1976. Insgesamt gewann Orantes 33 Titel im Einzel und 22 Titel im Doppel. Am 23. August 1973 wurde er auf Position zwei in der Weltrangliste geführt.
Orantes wurde 2012 in die International Tennis Hall of Fame aufgenommen.

## Erfolge
| Legende                      |
| Grand Slam (1)               |
| Masters Grand Prix (2)       |
| Grand Prix Super Series      |
| Grand Prix World Series (54) |
| ATP Challenger Tour          |

| ATP-Titel nach Belag |
| Hartplatz (1)        |
| Sand (48)            |
| Rasen (1)            |
| Teppich (7)          |

### Einzel

#### Turniersiege
| Nr. | Datum              | Turnier          | Belag       | Finalgegner       | Ergebnis                  |
| --- | ------------------ | ---------------- | ----------- | ----------------- | ------------------------- |
| 1.  | 23. Februar 1969   | Macon            | Teppich (i) | Mark Cox          | 10:8, 7:5, 4:6, 10:8      |
| 2.  | 15. Mai 1969       | Barcelona (1)    | Sand        | Manuel Santana    | 6:4, 7:5, 6:4             |
| 3.  | 24. Oktober 1971   | Barcelona (2)    | Sand        | Bob Lutz          | 6:4, 6:3, 6:4             |
| 4.  | 19. März 1972      | Caracas          | Hartplatz   | Haroon Rahim      | 6:4, 7:5, 6:4             |
| 5.  | 2. Mai 1972        | Rom              | Sand        | Jan Kodeš         | 4:6, 6:1, 7:5, 6:2        |
| 6.  | 14. Mai 1972       | Brüssel          | Sand        | Andrés Gimeno     | 6:4, 6:1, 2:6, 7:5        |
| 7.  | 11. Juni 1972      | Hamburg (1)      | Sand        | Adriano Panatta   | 6:3, 9:8, 6:0             |
| 8.  | 16. Juli 1972      | Båstad (1)       | Sand        | Ilie Năstase      | 6:4, 6:3, 6:1             |
| 9.  | 1. April 1973      | Valencia (1)     | Sand        | Adriano Panatta   | 6:4, 6:4, 6:3             |
| 10. | 15. April 1973     | Nizza            | Sand        | Adriano Panatta   | 7:6, 5:7, 4:6, 7:6, 12:10 |
| 11. | 5. August 1973     | Louisville       | Sand        | John Newcombe     | 3:6, 6:3, 6:4             |
| 12. | 19. August 1973    | Indianapolis (1) | Sand        | Georges Goven     | 6:4, 6:1, 6:4             |
| 13. | 9. März 1975       | Kairo            | Sand        | François Jauffret | 6:0, 4:6, 6:1, 6:3        |
| 14. | 30. März 1975      | Monte Carlo      | Sand        | Bob Hewitt        | 6:2, 6:4                  |
| 15. | 18. Mai 1975       | Bournemouth (1)  | Sand        | Patrick Proisy    | 6:3, 4:6, 6:2, 7:5        |
| 16. | 25. Mai 1975       | Hamburg (2)      | Sand        | Jan Kodeš         | 3:6, 6:2, 6:2, 4:6, 6:1   |
| 17. | 13. Juli 1975      | Båstad (2)       | Sand        | José Higueras     | 6:0, 6:3                  |
| 18. | 10. August 1975    | Indianapolis (2) | Sand        | Arthur Ashe       | 6:2, 6:2                  |
| 19. | 17. August 1975    | Toronto          | Sand        | Ilie Năstase      | 7:64, 6:0, 6:1            |
| 20. | 7. September 1975  | US Open          | Sand        | Jimmy Connors     | 6:4, 6:3, 6:3             |
| 21. | 28. März 1976      | Valencia (2)     | Sand        | Kjell Johansson   | 6:2, 6:2, 6:2             |
| 22. | 9. Mai 1976        | München (1)      | Sand        | Karl Meiler       | 6:1, 6:4, 6:1             |
| 23. | 18. Juli 1976      | Kitzbühel        | Sand        | Jan Kodeš         | 7:6, 6:2, 7:6             |
| 24. | 10. Oktober 1976   | Teheran          | Sand        | Raúl Ramírez      | 7:6, 6:0, 2:6, 6:4        |
| 25. | 17. Oktober 1976   | Madrid           | Sand        | Eddie Dibbs       | 7:6, 6:2, 6:1             |
| 26. | 24. Oktober 1976   | Barcelona (3)    | Sand        | Eddie Dibbs       | 6:1, 2:6, 2:6, 7:5, 6:4   |
| 27. | 12. Dezember 1976  | Masters          | Teppich (i) | Wojciech Fibak    | 5:7, 6:2, 0:6, 7:61, 6:1  |
| 28. | 14. August 1977    | Indianapolis (3) | Sand        | Jimmy Connors     | 6:1, 6:3                  |
| 29. | 29. August 1977    | Boston (1)       | Sand        | Eddie Dibbs       | 7:6, 7:5, 6:4             |
| 30. | 6. November 1977   | Tokio            | Sand        | Kim Warwick       | 6:2, 6:1                  |
| 31. | 29. August 1978    | Boston (2)       | Sand        | Harold Solomon    | 6:4, 6:3                  |
| 32. | 27. Mai 1979       | München (2)      | Sand        | Wojciech Fibak    | 6:3, 6:2, 6:4             |
| 33. | 20. September 1981 | Palermo          | Sand        | Pedro Rebolledo   | 6:4, 6:0, 6:0             |
| 34. | 25. Mai 1982       | Bournemouth (2)  | Sand        | Ángel Giménez     | 6:2, 6:0                  |

#### Finalteilnahmen
| Nr. | Datum              | Turnier          | Belag         | Finalgegner       | Ergebnis                |
| --- | ------------------ | ---------------- | ------------- | ----------------- | ----------------------- |
| 1.  | 3. März 1968       | Kingston         | Hartplatz (i) | Tom Okker         | 2:6, 4:6                |
| 2.  | 17. August 1969    | Kitzbühel (1)    | Sand          | Manuel Santana    | 4:6, 2:6, 3:6           |
| 3.  | 19. April 1970     | Monte Carlo      | Sand          | Željko Franulović | 4:6, 3:6, 3:6           |
| 4.  | 8. November 1970   | Buenos Aires (1) | Sand          | Željko Franulović | 4:6, 2:6, 0:6           |
| 5.  | 21. März 1971      | Caracas          | Hartplatz     | Thomaz Koch       | 6:7, 1:6, 3:6           |
| 6.  | 25. Juli 1971      | Kitzbühel (2)    | Sand          | Clark Graebner    | nicht ausgespielt       |
| 7.  | 8. April 1972      | Johannesburg     | Hartplatz     | Cliff Richey      | 4:6, 5:7, 6:3, 4:6      |
| 8.  | 27. August 1972    | South Orange     | Rasen         | Ilie Năstase      | 4:6, 4:6                |
| 9.  | 22. Oktober 1972   | Barcelona (1)    | Sand          | Jan Kodeš         | 3:6, 2:6, 3:6           |
| 10. | 10. Juni 1973      | Rom (1)          | Sand          | Ilie Năstase      | 1:6, 1:6, 1:6           |
| 11. | 15. Juli 1973      | Båstad           | Sand          | Stan Smith        | 4:6, 2:6, 6:7           |
| 12. | 21. Juli 1973      | Kitzbühel (3)    | Sand          | Raúl Ramírez      | nicht ausgespielt       |
| 13. | 12. August 1973    | Cincinnati       | Sand          | Ilie Năstase      | 7:5, 3:6, 4:6           |
| 14. | 26. August 1973    | Toronto (1)      | Sand          | Tom Okker         | 3:6, 2:6, 1:6           |
| 15. | 14. Oktober 1973   | Barcelona (2)    | Sand          | Ilie Năstase      | 6:2, 1:6, 6:8, 4:6      |
| 16. | 16. Juni 1974      | French Open      | Sand          | Björn Borg        | 6:2, 7:6, 0:6, 1:6, 1:6 |
| 17. | 14. Juli 1974      | Gstaad           | Sand          | Guillermo Vilas   | 1:6, 2:6                |
| 18. | 18. August 1974    | Toronto (2)      | Sand          | Guillermo Vilas   | 4:6, 2:6, 3:6           |
| 19. | 20. Oktober 1974   | Barcelona (3)    | Sand          | Ilie Năstase      | 6:8, 7:9, 3:6           |
| 20. | 24. November 1974  | Buenos Aires (2) | Sand          | Guillermo Vilas   | 3:6, 6:0, 5:7, 2:6      |
| 21. | 20. April 1975     | Valencia         | Sand          | Ilie Năstase      | 3:6, 0:6                |
| 22. | 27. April 1975     | Madrid           | Sand          | Ilie Năstase      | 6:7, 1:6, 6:2, 3:6      |
| 23. | 2. Juni 1975       | Rom (2)          | Sand          | Raúl Ramírez      | 6:7, 5:7, 5:7           |
| 24. | 9. November 1975   | Tokio            | Sand          | Raúl Ramírez      | 2:6, 7:5, 3:6           |
| 25. | 23. November 1975  | Kalkutta         | Teppich (i)   | Vijay Amritraj    | 5:7, 3:6                |
| 26. | 15. Mai 1976       | Bournemouth      | Sand          | Wojciech Fibak    | 2:6, 9:7, 2:6, 2:6      |
| 27. | 23. Mai 1976       | Hamburg (1)      | Sand          | Eddie Dibbs       | 4:6, 6:4, 1:6, 6:2, 1:6 |
| 28. | 30. Mai 1976       | Düsseldorf       | Sand          | Björn Borg        | 2:6, 2:6, 0:6           |
| 29. | 11. Juli 1976      | Myrtle Beach     | Sand          | Ilie Năstase      | 4:6, 3:6                |
| 30. | 6. November 1976   | London Indoor    | Teppich (i)   | Raúl Ramírez      | 3:6, 4:6                |
| 31. | 14. November 1976  | Stockholm        | Hartplatz (i) | Mark Cox          | 6:4, 5:7, 6:7           |
| 32. | 15. Mai 1977       | Hamburg (2)      | Sand          | Paolo Bertolucci  | 3:6, 6:4, 2:6, 3:6      |
| 33. | 7. August 1977     | North Conway     | Sand          | John Alexander    | 6:2, 4:6, 4:6           |
| 34. | 23. Oktober 1977   | Barcelona (4)    | Sand          | Björn Borg        | 2:6, 5:7, 2:6           |
| 35. | 20. November 1977  | Manila           | Sand (i)      | Karl Meiler       | kampflos                |
| 36. | 30. September 1979 | Madrid           | Sand          | Yannick Noah      | 3:6, 7:6, 3:6, 2:6      |
| 37. | 30. März 1980      | Nizza (1)        | Sand          | Björn Borg        | 2:6, 0:6, 1:6           |
| 38. | 27. März 1980      | Nizza (2)        | Sand          | Henrik Sundström  | 5:7, 6:4, 3:6           |

### Doppel

#### Turniersiege
| Nr. | Datum             | Turnier       | Belag       | Doppelpartner      | Finalgegner                             | Ergebnis                  |
| --- | ----------------- | ------------- | ----------- | ------------------ | --------------------------------------- | ------------------------- |
| 1.  | 4. Oktober 1969   | Barcelona (1) | Sand        | Patricio Rodríguez | Terry Addison Ray Keldie                | 8:10, 6:3, 6:1, 5:7, 6:2  |
| 2.  | 14. Februar 1971  | New York City | Teppich (i) | Juan Gisbert       | Jimmy Connors Haroon Rahim              | 7:6, 6:2                  |
| 3.  | 21. Februar 1971  | Salisbury (1) | Teppich (i) | Juan Gisbert       | Clark Graebner Thomaz Koch              | 6:3, 4:6, 7:6             |
| 4.  | 20. Februar 1972  | Salisbury (2) | Teppich (i) | Andrés Gimeno      | Juan Gisbert Vladimír Zedník            | 6:4, 6:3                  |
| 5.  | 14. Mai 1972      | Brüssel       | Sand        | Juan Gisbert       | Patricio Cornejo Jaime Fillol           | 9:7, 6:3                  |
| 6.  | 24. Juni 1972     | Eastbourne    | Rasen       | Juan Gisbert       | Nicholas Kalogeropoulos Andrew Pattison | 8:6, 6:2                  |
| 7.  | 22. Oktober 1972  | Barcelona (2) | Sand        | Juan Gisbert       | Frew McMillan Ilie Năstase              | 6:3, 3:6, 6:4             |
| 8.  | 8. April 1973     | Barcelona     | Sand        | Juan Gisbert       | Mike Estep Ion Țiriac                   | 6:4, 7:6                  |
| 9.  | 5. August 1973    | Louisville    | Sand        | Ion Țiriac         | Clark Graebner John Newcombe            | 0:6, 6:4, 6:3             |
| 10. | 19. Mai 1974      | München (1)   | Sand        | Antonio Muñoz      | Jürgen Faßbender Hans-Jürgen Pohmann    | 2:6, 6:4, 7:6, 6:2        |
| 11. | 14. Juli 1974     | Gstaad        | Sand        | José Higueras      | Roy Emerson Thomaz Koch                 | 7:5, 0:6, 6:1, 9:8        |
| 12. | 18. August 1974   | Toronto       | Sand        | Guillermo Vilas    | Jürgen Faßbender Hans-Jürgen Pohmann    | 6:3, 6:2                  |
| 13. | 27. Oktober 1974  | Teheran       | Sand        | Guillermo Vilas    | Brian Gottfried Raúl Ramírez            | 7:6, 2:6, 6:2             |
| 14. | 24. November 1974 | Buenos Aires  | Sand        | Guillermo Vilas    | Patricio Cornejo Jaime Fillol           | 6:4, 6:3                  |
| 15. | 18. Mai 1975      | Bournemouth   | Sand        | Juan Gisbert       | Syd Ball Dick Crealy                    | 8:6, 6:3                  |
| 16. | 25. Mai 1975      | Hamburg       | Sand        | Juan Gisbert       | Wojciech Fibak Jan Kodeš                | 6:3, 7:6                  |
| 17. | 10. August 1975   | Indianapolis  | Sand        | Juan Gisbert       | Wojciech Fibak Hans-Jürgen Pohmann      | 7:5, 6:0                  |
| 18. | 26. Oktober 1975  | Teheran       | Sand        | Juan Gisbert       | Bob Hewitt Frew McMillan                | 7:5, 6:7, 6:1, 6:4        |
| 19. | 23. November 1975 | Kalkutta      | Teppich (i) | Juan Gisbert       | Anand Amritraj Vijay Amritraj           | 1:6, 6:4, 6:3             |
| 20. | 7. Dezember 1975  | Masters       | Teppich (i) | Juan Gisbert       | Jürgen Faßbender Hans-Jürgen Pohmann    | 7:5, 6:1                  |
| 21. | 28. März 1976     | Valencia      | Sand        | Juan Gisbert       | Corrado Barazzutti Antonio Zugarelli    | kampflos                  |
| 22. | 9. Mai 1976       | München (2)   | Sand        | Juan Gisbert       | Jürgen Faßbender Hans-Jürgen Pohmann    | 1:6, 6:3, 6:2, 2:3 aufgg. |
| 23. | 31. Januar 1982   | Viña del Mar  | Sand        | Raúl Ramírez       | Guillermo Aubone Ángel Giménez          | kampflos                  |

#### Finalteilnahmen
| Nr. | Datum            | Turnier       | Belag         | Doppelpartner   | Finalgegner                          | Ergebnis             |
| --- | ---------------- | ------------- | ------------- | --------------- | ------------------------------------ | -------------------- |
| 1.  | 6. Februar 1972  | Kansas City   | Hartplatz (i) | Andrés Gimeno   | Ilie Năstase Ion Țiriac              | 7:6, 4:6, 6:7        |
| 2.  | 5. März 1972     | Hampton       | Teppich (i)   | Andrés Gimeno   | Ilie Năstase Ion Țiriac              | 5:7, 5:7             |
| 3.  | 19. März 1972    | Caracas       | Hartplatz     | Jim McManus     | Patricio Cornejo Jaime Fillol        | 4:6, 3:6, 6:7        |
| 4.  | 16. April 1972   | Madrid (1)    | Sand          | Andrés Gimeno   | Ilie Năstase Ion Țiriac              | 3:6, 4:6, 4:6        |
| 5.  | 17. Juni 1973    | Hamburg       | Sand          | Ion Țiriac      | Jürgen Faßbender Hans-Jürgen Pohmann | 6:7, 6:7, 6:7        |
| 6.  | 23. Juni 1973    | Eastbourne    | Rasen         | Ion Țiriac      | Ove Nils Bengtson Jim McManus        | 4:6, 6:4, 5:7        |
| 7.  | 19. August 1973  | Indianapolis  | Sand          | Ion Țiriac      | Bob Carmichael Frew McMillan         | 3:6, 4:6             |
| 8.  | 14. Oktober 1973 | Barcelona (1) | Sand          | Antonio Muñoz   | Ilie Năstase Tom Okker               | 6:4, 3:6, 2:6        |
| 9.  | 24. März 1974    | Tucson        | Hartplatz     | Tom Edlefsen    | Charlie Pasarell Sherwood Stewart    | 4:6, 4:6             |
| 10. | 14. April 1974   | Monte Carlo   | Sand          | Tony Roche      | John Alexander Phil Dent             | 6:75, 6:4, 6:75, 3:6 |
| 11. | 20. Oktober 1974 | Barcelona (2) | Sand          | Guillermo Vilas | Juan Gisbert Ilie Năstase            | 6:3, 0:6, 2:6        |
| 12. | 13. Juli 1975    | Båstad        | Sand          | Juan Gisbert    | Ove Bengtson Björn Borg              | 6:7, 5:7             |
| 13. | 12. Oktober 1975 | Madrid (2)    | Sand          | Juan Gisbert    | Jan Kodeš Ilie Năstase               | 6:7, 6:4, 7:9        |
| 14. | 9. November 1975 | Tokio         | Sand          | Juan Gisbert    | Brian Gottfried Raúl Ramírez         | 6:7, 4:6             |
| 15. | 16. Mai 1976     | Bournemouth   | Sand          | Juan Gisbert    | Wojciech Fibak Fred McNair           | 6:4, 5:7, 5:7        |
| 16. | 23. August 1976  | Toronto       | Sand          | Juan Gisbert    | Bob Hewitt Raúl Ramírez              | 3:6, 4:6             |
| 17. | 10. Oktober 1976 | Teheran       | Sand          | Juan Gisbert    | Wojciech Fibak Raúl Ramírez          | 5:7, 1:6             |
| 18. | 16. Oktober 1977 | Madrid (3)    | Sand          | Antonio Muñoz   | Bob Hewitt Frew McMillan             | 7:6, 6:7, 3:6, 1:6   |
| 19. | 11. Juni 1978    | French Open   | Sand          | José Higueras   | Gene Mayer Hank Pfister              | 3:6, 2:6, 2:6        |
| 20. | 7. Februar 1982  | Buenos Aires  | Sand          | Ángel Giménez   | Hans Kary Zoltán Kuhárszky           | 5:7, 2:6             |